# Érick Díaz
Érick Manuel Díaz González (ur. 4 marca 2006) – panamski piłkarz występujący na pozycji środkowego obrońcy, reprezentant Panamy, od 2025 roku zawodnik amerykańskiego Los Angeles FC 2.
Jego ojciec Neftalí Díaz również był piłkarzem.